# 聖若阿金-達巴拉
若阿金-达巴拉是巴西圣保罗州的一个市镇。总面积412.271平方公里，总人口46172人，人口密度112人/平方公里。